# Đồng Lạc, Chương Mỹ
Đồng Lạc là một xã thuộc huyện Chương Mỹ, thành phố Hà Nội, Việt Nam.
Xã Đồng Lạc có diện tích 5,11 km², dân số năm 1999 là 4.520 người, mật độ dân số đạt 885 người/km².
Xã Đồng Lạc có 5 thôn: Yên Lạc, Yên Sơn, Phượng Luật, Hội Triều, Thọ An.